# Massey Ferguson 1080
Le Massey Ferguson 1080 est un tracteur agricole produit par la firme Massey Ferguson.
Il est fabriqué au Canada de 1967 à 1972 et en France de 1970 à 1974. Sa puissance (88 ch DIN) doit lui permettre de compléter la gamme dans le créneau des 80-100 ch, mais il peine à trouver sa place sur ce segment du marché.

## Historique
Massey Ferguson présente en 1964 sa « gamme 100 » avec des tracteurs dont les puissances s'échelonnent de 24 ch DIN pour le 122 à 68 ch DIN pour le 175. Au-delà, il existe un modèle américain de forte puissance, le 1100, qui affiche 105 ch DIN. Un modèle intermédiaire s'avère nécessaire pour répondre à la clientèle et contrer la concurrence (International Harvester, John Deere) sur ce segment du marché.
La réponse de Massey Ferguson est le 1080, d'une puissance de 88 ch DIN fabriqué au Canada de 1967 à 1972 et en France (Beauvais) de 1970 à 1974. Dans les faits, le 1080 est peu vendu en Amérique, où les agriculteurs préfèrent le 1100, mais aussi peu vendu en Europe, car la version à quatre roues motrices, très attendue, n'arrive qu'en 1971 et le circuit hydraulique du tracteur est insuffisamment fiable,.
Il est remplacé sur le marché français par le 595 et sur le marché nord-américain par le 1155.

## Caractéristiques

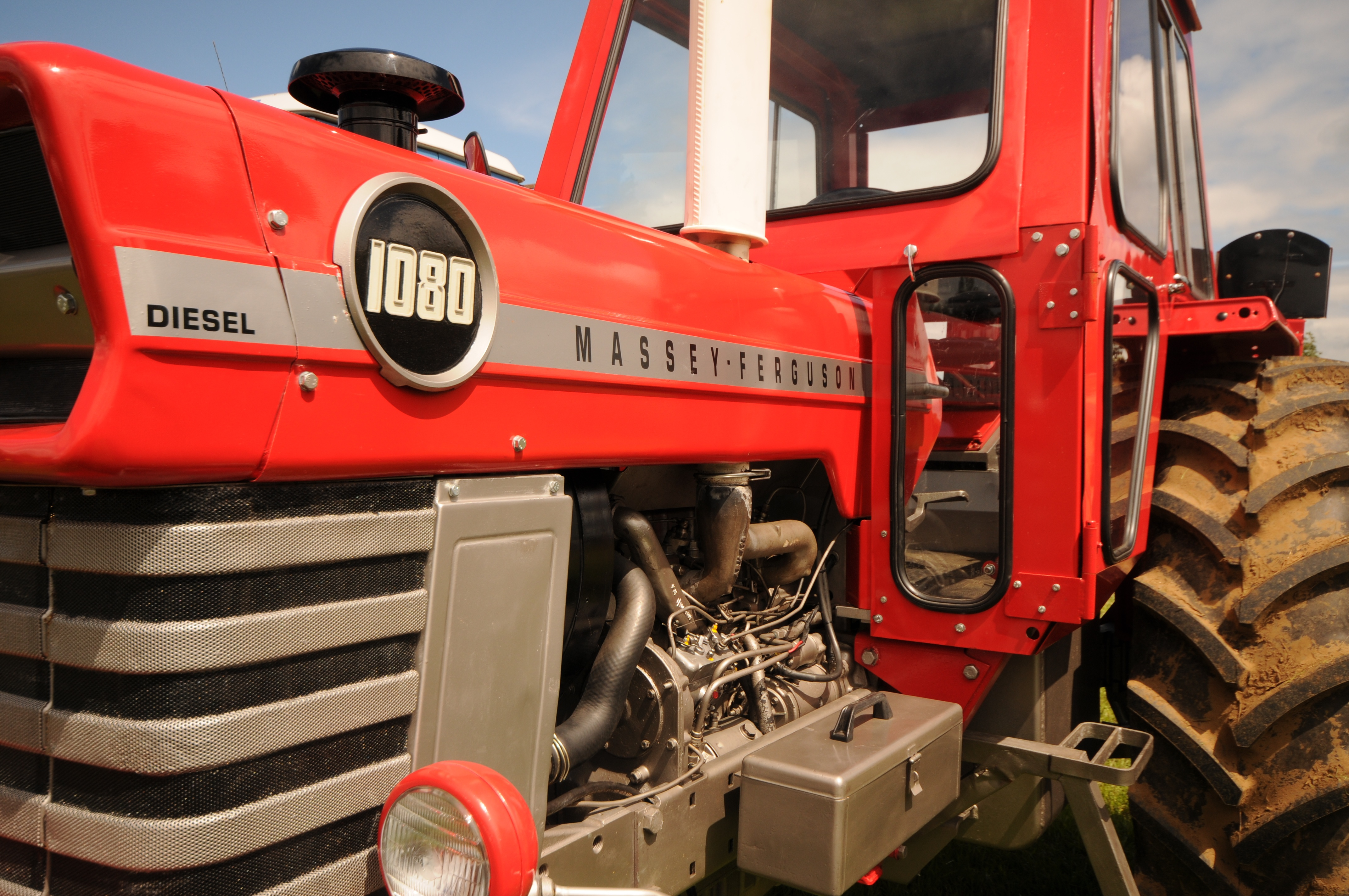
Massey Ferguson 1080.

Le moteur Diesel qui équipe le Massey Ferguson 1080 comporte quatre cylindres en ligne à injection directe de 114 mm d'alésage et de 127 mm de course. Sa cylindrée totale est de 5 211 cm3 et, au régime de 2 000 tr/min, il développe une puissance maximale de 88 ch DIN.
La boîte de vitesses à douze rapports avant et quatre rapports arrière avec amplificateur de couple « Multipower » de série est la même que celle installée quelques années plus tôt sur le Massey Ferguson 1100.
Contrairement à ses devanciers, le Massy Ferguson 1080 offre au conducteur, assis très haut, un poste de pilotage au plancher intégralement plat. Les leviers sont disposées de manière très ergonomique, même si peu de commandes sont asservies hydrauliquement à l'exception de la direction, ce qui augmente un peu l'effort à fournir.
Malgré un gabarit important, la masse à vide en ordre de marche du tracteur n'est que de 3 650 kg.
les modèles fabriqués en France se démarquent des tracteurs canadiens par un circuit hydraulique différent, une implantation des phares correspondant aux normes européennes, des ailes, un pot d'échappement et un pont arrière de forme différente.